# Mini John Cooper Works WRC
Mini John Cooper Works WRC byl rallyový závodní vůz vyvinutý ve spolupráci britské firmy Prodrive a BMW Motorsport. Automobil odvozený od první generace civilního vozu Mini Countryman byl představen v roce 2011. Byl postavený pro Mistrovství světa v rallye podle specifikací WRC. Změny pravidel kategorie Super 2000 umožnily vznik verze Mini Cooper S2000 1.6T se stejným motorem, ale omezeným restriktorem. Vozy S2000 1.6T mohly soutěžit v regionálních šampionátech.

## Historie
Vůz byl poprvé představen na autosalonu v Paříži v roce 2010 jako MINI Countryman WRC.
Automobil měl navázat na úspěchy značky Mini z šedesátých let. Mini Cooper S zaznamenal v rallye řadu úspěchů, včetně tří vítězství na Rallye Monte Carlo.
Při přípravě tohoto soutěžního speciálu se BMW, vlastník značky Mini, spolehl na britskou firmu Prodrive. Prodrive, společnost specializující se na vývoj závodních vozů, se ve světě rallye stala známou spoluprací se Subaru World Rally Teamem, pro který připravovala Imprezu WRC.
Vůz ve specifikaci S2000 1.6T debutoval v roce 2011 na březnové Portugalské rallye. Brazilsko-portugalská posádka Daniel Oliveira a Carlos Magalhães z týmu Brazil WRT soutěž nedokončila.
První posádkou, která s Mini dokázala zvítězit, se stali Andrea Navarra se Simonou Fedeli. Navarra na italské dubnové šotolinové soutěži Rally Adriatico porazil Andrease Mikkelsena s Fabií S2000.
Mini John Cooper Works WRC v barvách továrního Mini WRC Teamu debutoval až v květnu při páté soutěži mistrovství světa na Sardinii. Dani Sordo a Carlos del Barrio skončili šestí, druhá posádka týmu, Kris Meeke a Paul Nagle, musela odstoupit kvůli technické závadě. Během sezóny 2011 tým získal dvě pódiová umístění. Do mistrovství se zapojili i vozy Mini soukromých týmů.
V roce 2012 v Monte Carlu Dani Sordo skončil druhý, ale ve zbytku sezóny se mu už nevedlo zdaleka tak dobře. Od roku 2013 se mistrovství světa účastnily pouze soukromé týmy.
V roce 2013 Prodrive postavil na základě vozu WRC lehký rallycrossový speciál Mini John Cooper Works RX. Průměr restriktoru verze RX se zvětšil na 45 mm. Vůz se dočkal také většího chladiče a výkonnějšího turba. Liam Doran vyhrál při debutu vozu na X Games v Mnichově. Prodrive nenašel jezdce pro sezónu 2014 a prodal celý projekt britské společnosti JRM Racing.

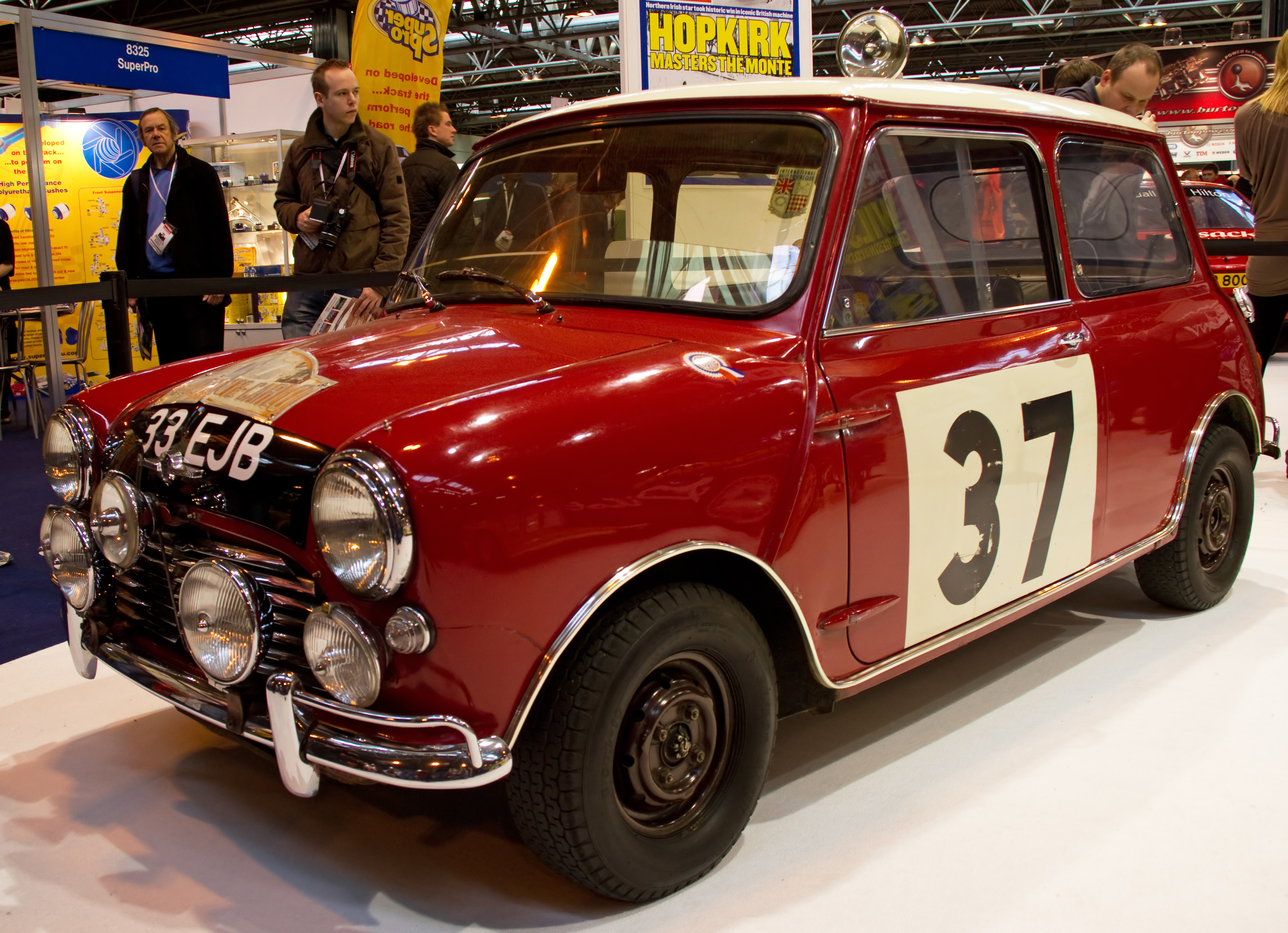
Mini Cooper S se kterým Paddy Hopkirk zvítězil v roce 1964 na Rallye Monte Carlo
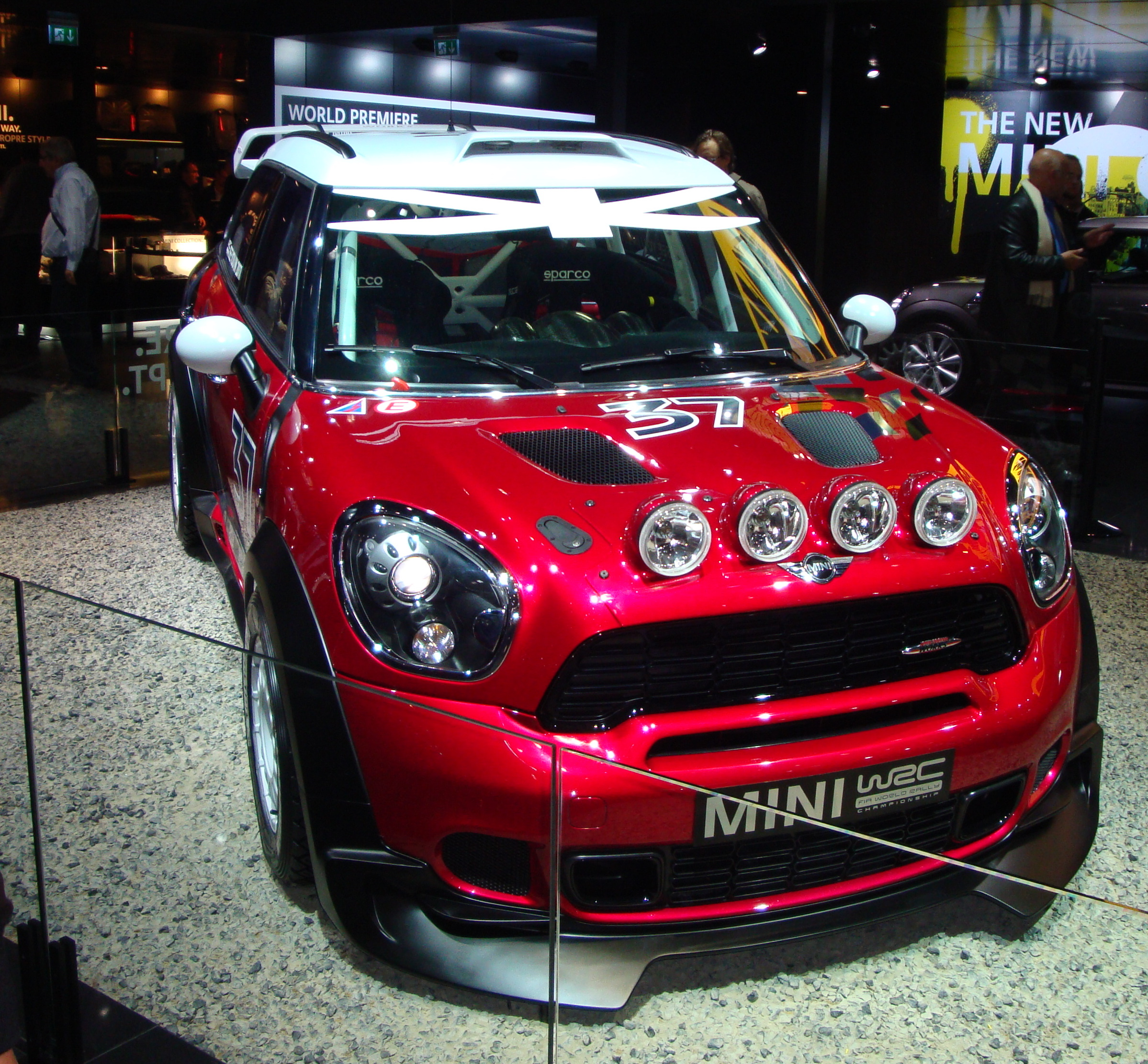
Představení Mini Countryman WRC na autosalonu v Paříži
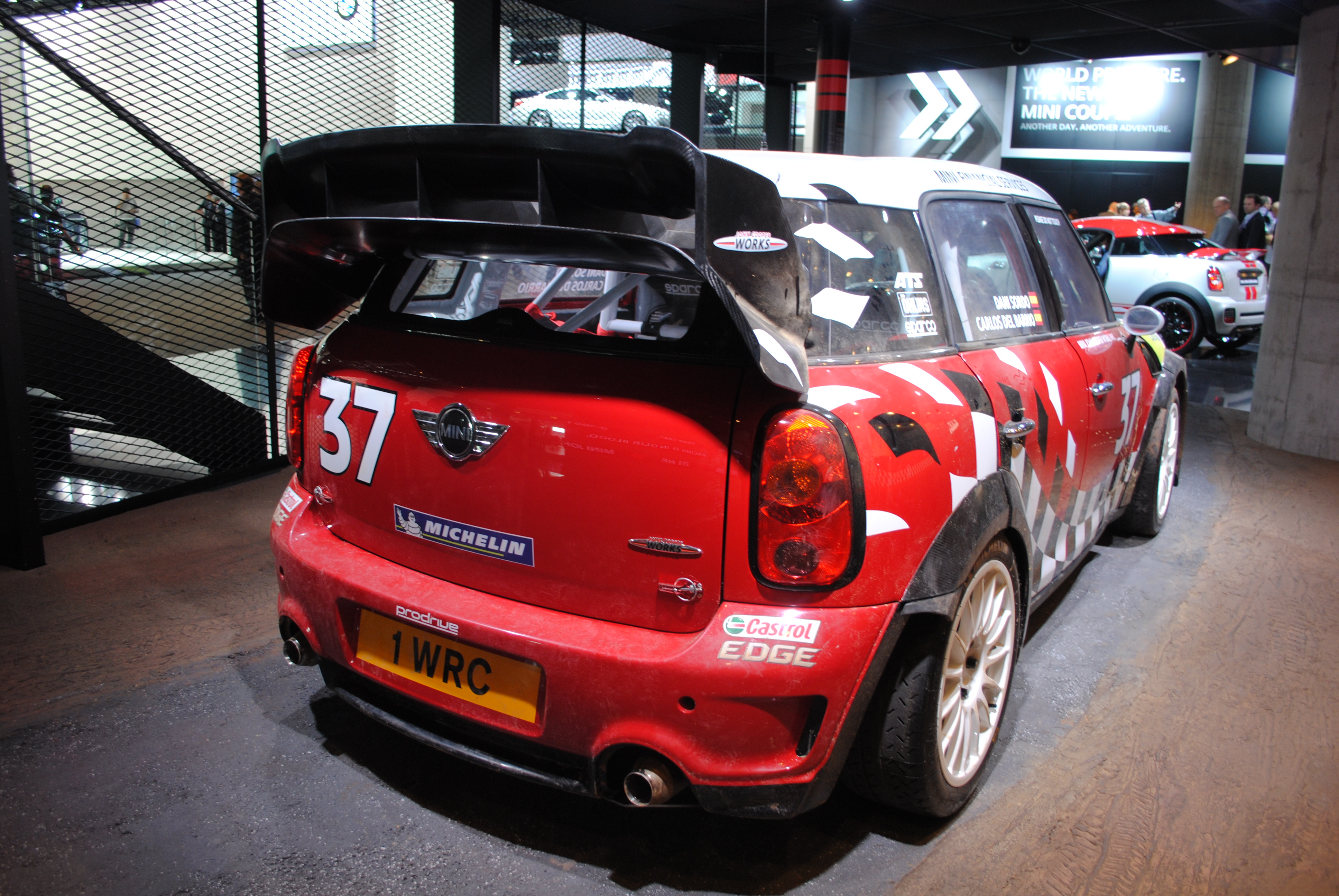
Záď Mini JCW WRC Daniho Sorda na Frankfurt Motor Show 2011
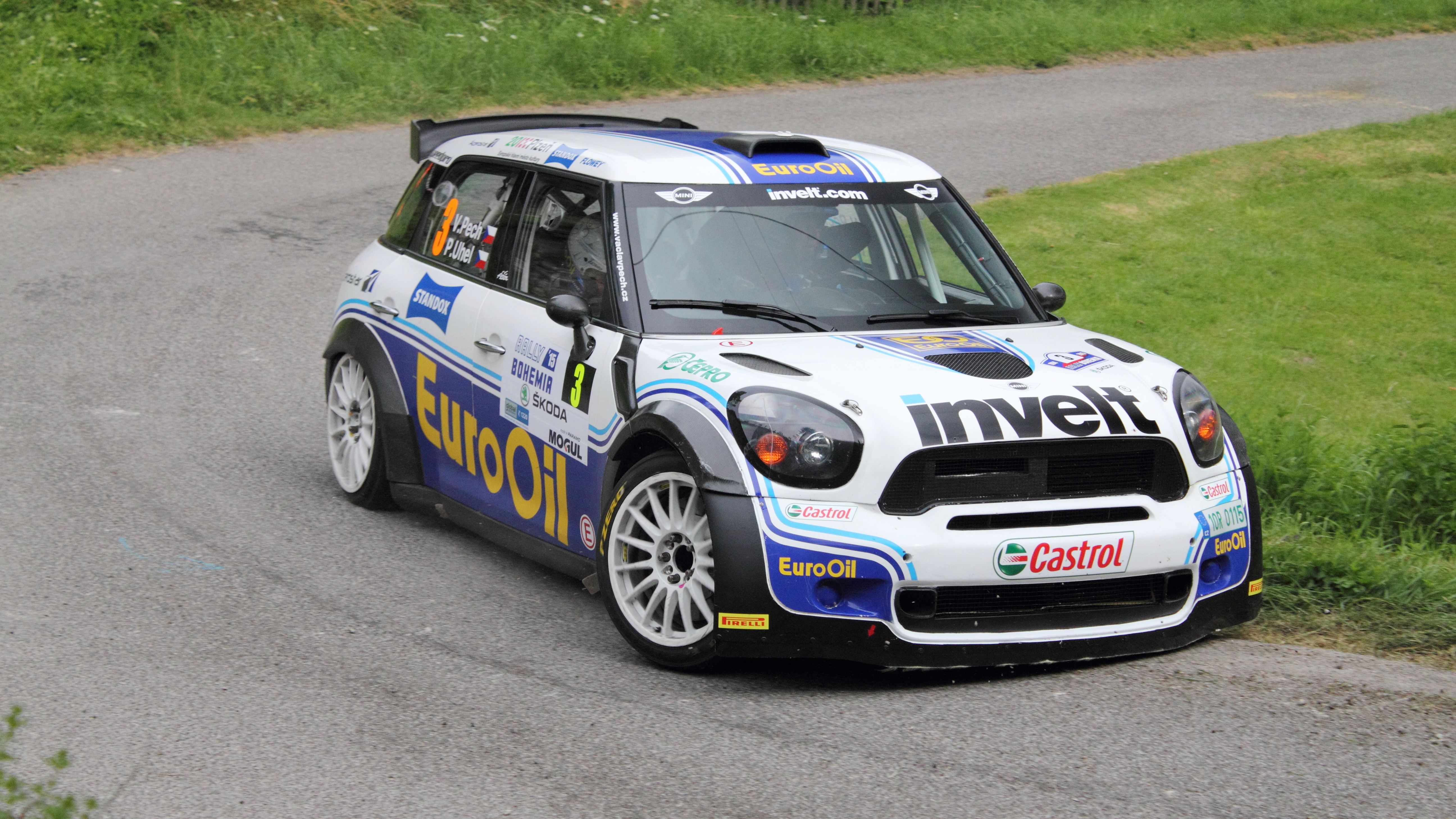
Mini Cooper S2000 1.6T Václava Pecha na Rally Bohemia 2015
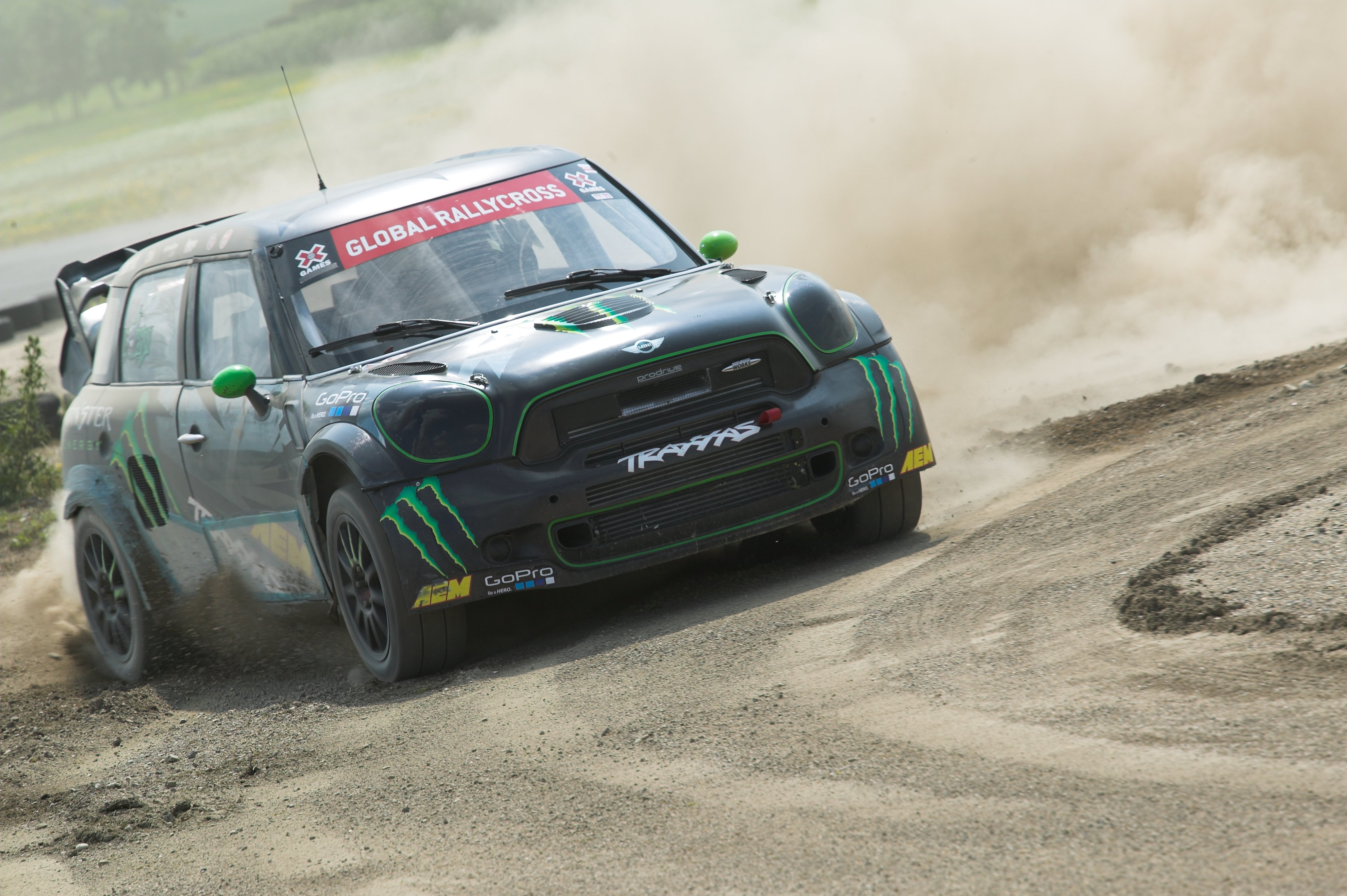
Mini RX

## Sportovní výsledky

### Mistrovství světa v rallye
Žádná posádka s vozem Mini John Cooper Works WRC nedokázala zvítězit v soutěži Mistrovství světa v rallye. Dani Sordo získal pro Mini WRC Team tři pódiová umístění.

### Mistrovství Evropy v rallye a Intercontinental Rally Challenge
V mistrovství Evropy a IRC mohly bodovat jen vozy S2000 1.6T.

#### Vítězství v mistrovství Evropy
| Č. | Rok  | Soutěž                          | Jezdec      | Spolujezdec |
| -- | ---- | ------------------------------- | ----------- | ----------- |
| 1. | 2014 | 44. Barum Czech Rally Zlín 2014 | Václav Pech | Petr Uhel   |

### Vítězství v IRC
| Č. | Rok  | Soutěž            | Jezdec     | Spolujezdec       |
| -- | ---- | ----------------- | ---------- | ----------------- |
| 1. | 2012 | 55. Tour de Corse | Dani Sordo | Carlos del Barrio |

### Národní mistrovství
Luis Monzón pilotující Mini John Cooper Works WRC se v roce 2013 stal mistrem Španělska. Ve stejném roce získal domácí titul Václav Pech za volantem Mini Cooper S2000 1.6T, o rok později titul obhájil.

#### Tituly v národních mistovství
| Rok  | Země      | Jezdec      | Specifikace vozu                                  |
| ---- | --------- | ----------- | ------------------------------------------------- |
| 2013 | Španělsko | Luis Monzón | Mini Cooper S2000 1.6T Mini John Cooper Works WRC |
| 2013 | Česko     | Václav Pech | Mini Cooper S2000 1.6T                            |
| 2014 | Česko     | Václav Pech | Mini Cooper S2000 1.6T                            |